# Yukarıbeylerbeyi, Şehitkamil
Yukarıbeylerbeyi là một xã thuộc huyện Şehitkamil, tỉnh Gaziantep, Thổ Nhĩ Kỳ. Dân số thời điểm năm 2011 là 755 người.